# 속옷 페티시즘

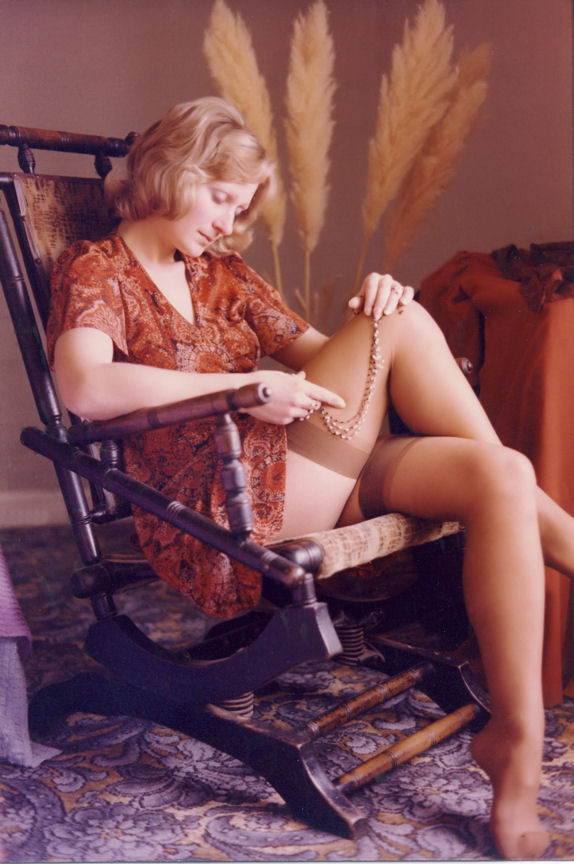
한 종류의 속옷 페티시즘은 스타킹과 관련이 있다.

속옷 페티시즘은 속옷과 관련된 성적 페티시즘으로, 여성용 팬티, 스타킹, 팬티 스타킹, 브래지어 또는 기타 품목을 포함한 특정 유형의 속옷에 대한 성적 흥분에 몰두하는 것을 의미한다. 어떤 사람들은 속옷을 입는 것에서 성적인 흥분을 느끼고, 다른 사람들은 다른 사람이 입은 속옷을 관찰하거나, 만지거나, 냄새를 맡거나, 속옷을 입거나 벗는 것을 보는 것에서 흥분을 얻는다.
속옷 페티시즘은 본인이나 관련자에게 고통이나 심각한 문제를 야기하지 않는 한 성도착으로 간주되지 않는다.

## 유행
다양한 페티시의 상대적 유행률을 파악하기 위해 이탈리아 연구진은 381개의 페티시 테마 토론 그룹에서 5,000명의 국제 표본을 확보했다. 상대적 유행률은 (a) 특정 페티시에 할당된 그룹 수, (b) 그룹에 참여하는 개인 수, (c) 교환된 메시지 수를 기준으로 추정되었다. 표본 집단(성적 토론에 참여하는 온라인 성인 집단) 내에서 12%가 속옷에 대한 성적 선호를 나타냈다.

## 여성용 팬티

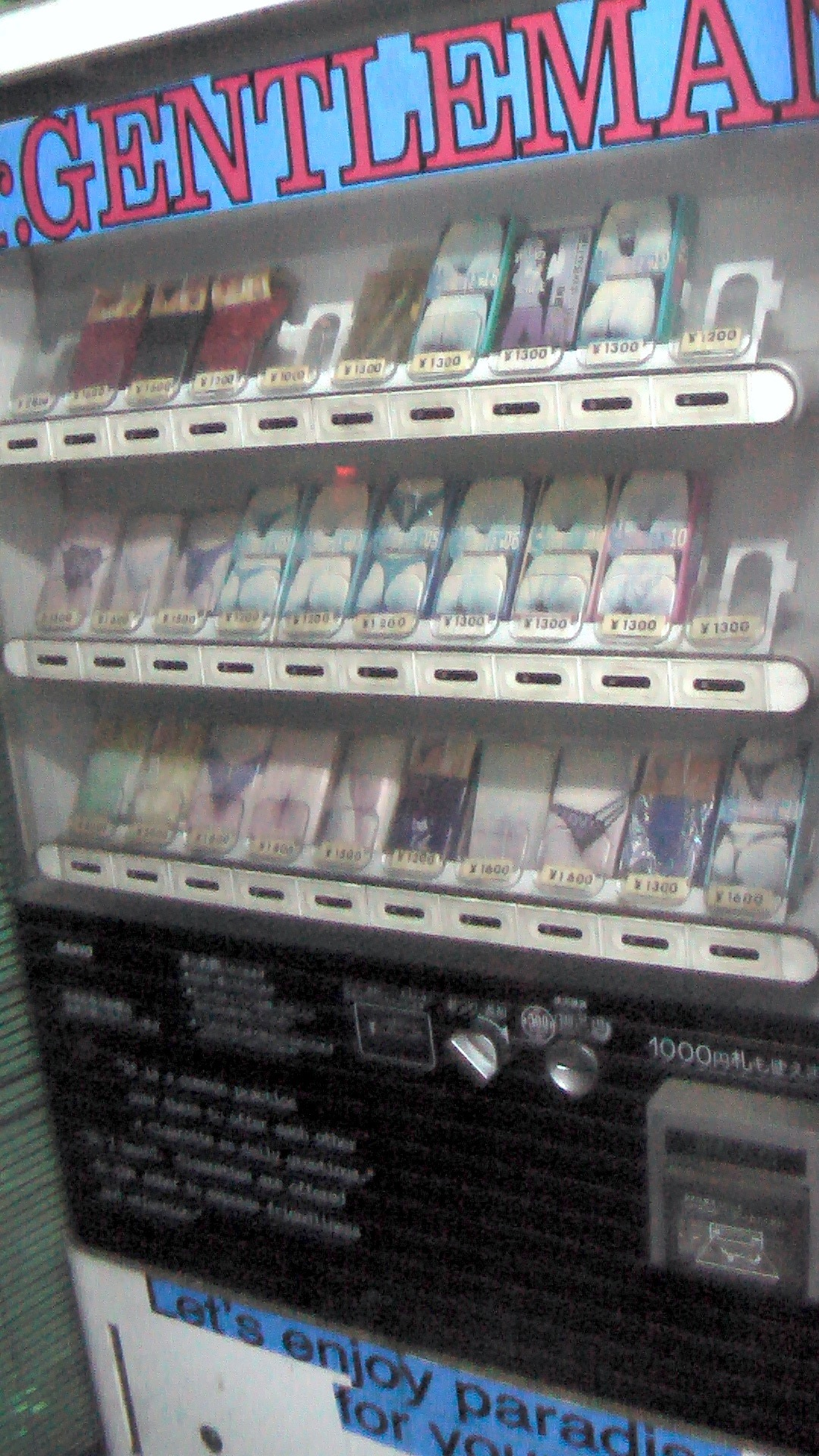
부르세라를 위해 사용된 팬티를 판매하는 일본 자판기

팬티 페티시즘은 여성용 팬티(또는 유사한 스타일의 속옷)를 성적으로 자극하는 페티시이다.
일본에서는 사용된 팬티와 관련된 일반적인 유형의 팬티 페티시가 있다. 이 산업은 부르세라 상점으로 알려진 오래된 오프라인 매장을 가지고 있다.

## 스타킹과 팬티 스타킹

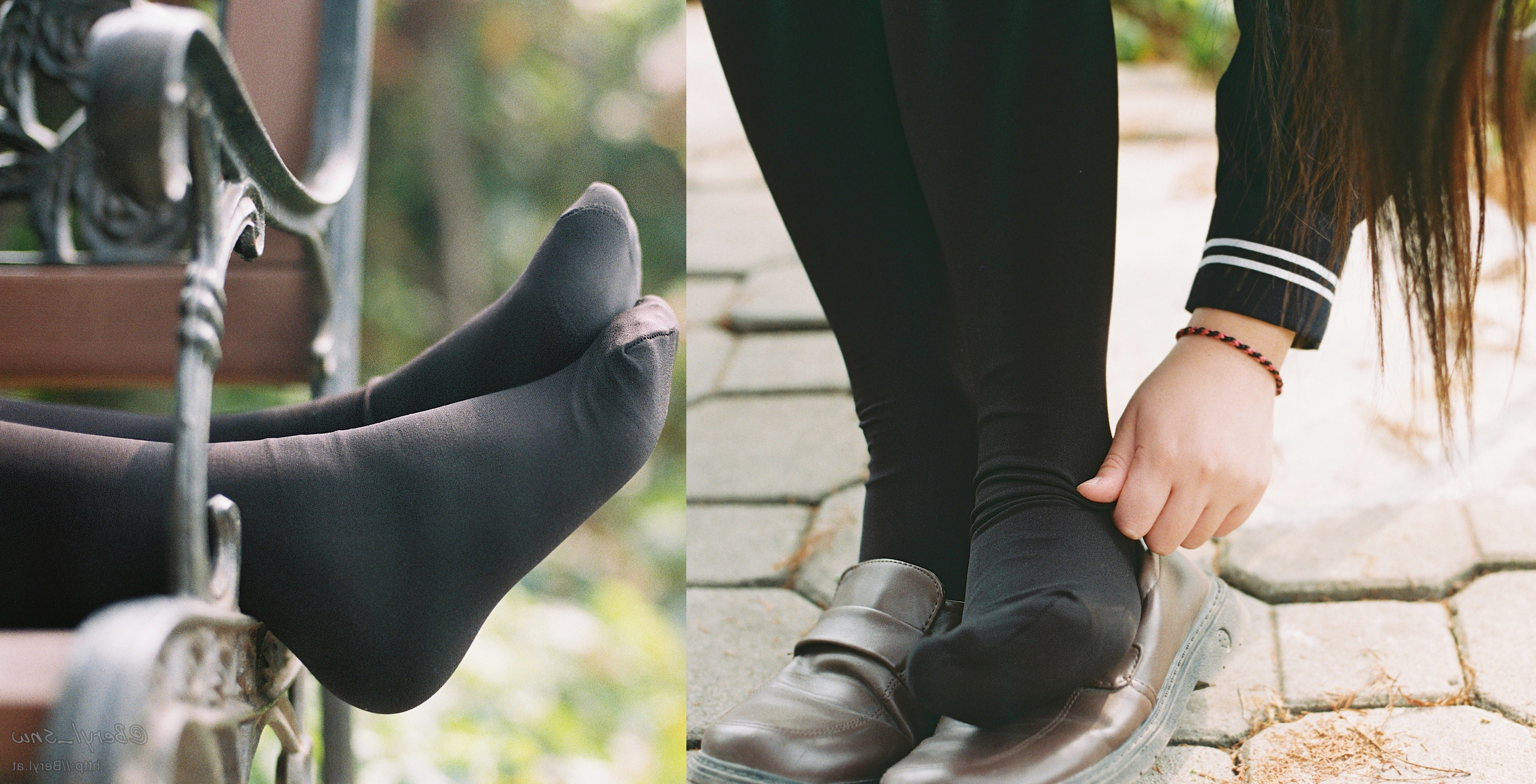
검은색 무릎 위 스타킹을 신은 소녀

어떤 사람들은 여성의 스타킹과 팬티 스타킹의 모습이나 촉감에서 성적인 흥분을 느낀다.
스타킹 페티시즘은 환상을 강화하는 데 기여하는 다른 여성 의류를 포함할 수 있다. 어떤 남성들은 스타킹, 팬티, 서스펜더 벨트를 수집하고 착용하는 것을 자극적으로 여긴다. 경우에 따라 이는 순간적인 성적 자극을 목적으로 이루어진다. 다른 사람들은 이러한 완전한 조합을 바지 아래나 정장 아래에 매일 착용한다.
인터넷 구매의 성장은 남성들이 익명으로 다양한 속옷을 둘러볼 수 있게 했으며, 란제리와 관련 여성 의류를 전문으로 하는 일부 제조업체 및 소매업체는 이러한 의류를 구입하고 착용하는 데 관심이 있는 남성의 요구를 충족시킨다.
이러한 페티시스트들은 특정 유형의 스타킹/팬티 스타킹에 대한 끌림에 따라 많은 하위 범주로 나눌 수도 있다. 예를 들어, 어떤 사람들은 다른 형태보다 피시넷 스타킹에서 더 많은 흥분을 느낀다. 다른 선호 사항으로는 완전히 제작된 (솔기 있는) 스타킹, 솔기 없는 스타킹, 디자이너 스타킹, 고급 스타킹, 보강된 뒤꿈치 및 발가락 스타킹 (RHT), 스테이업 등이 있다.

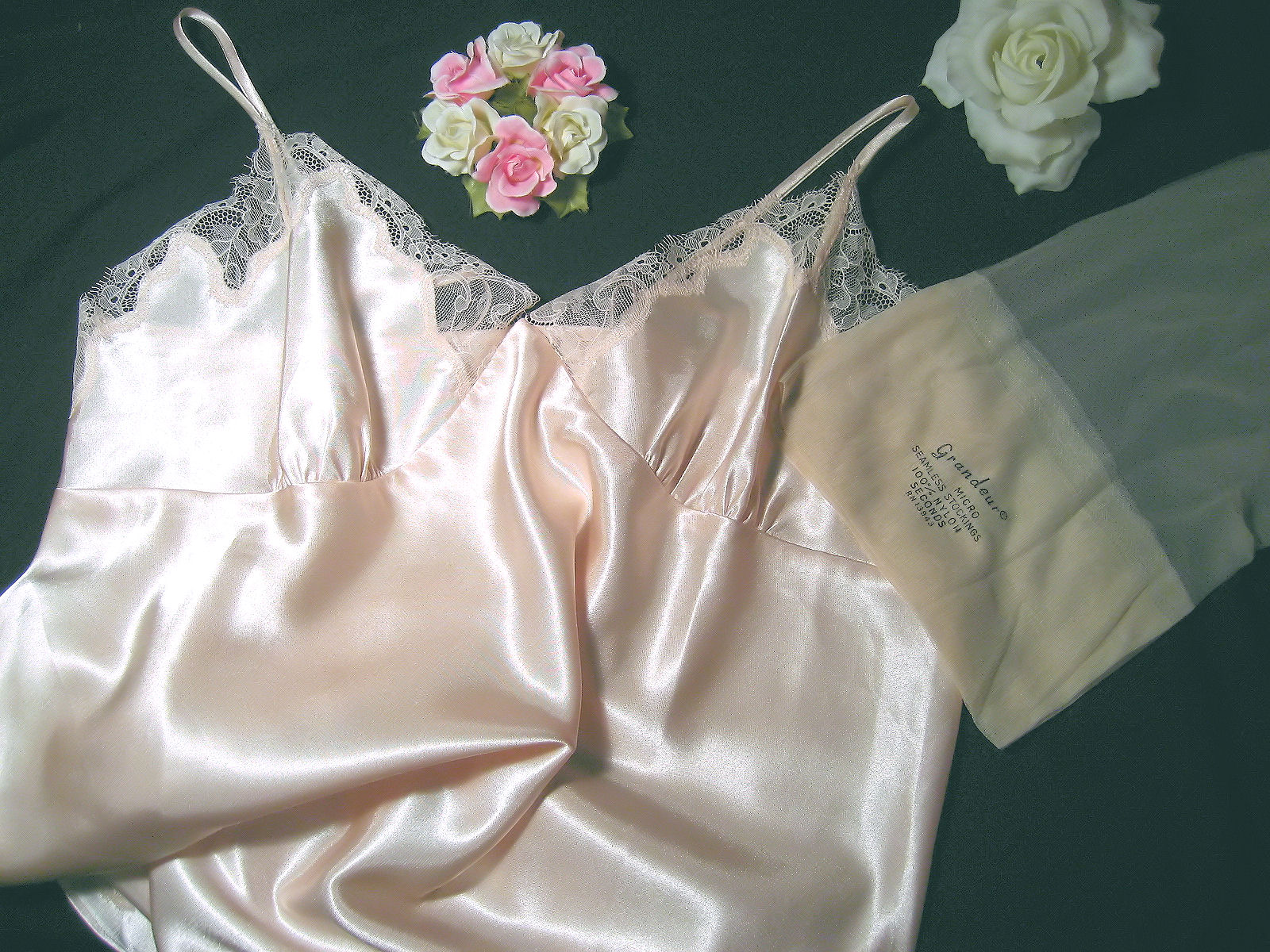
실크 풀 스타킹과 슬립

## 견섬유와 새틴
어떤 사람들은 견섬유나 새틴 직물로 만들어진 의류의 모습이나 촉감에서 성적인 흥분을 느낀다. 이러한 관심은 주로 견섬유나 새틴을 착용한 사람에게 향하지만, 옷 자체나 옷을 입었을 때의 촉감에도 향할 수 있다.
성적으로 자극적이라고 여겨지는 주요 소재는 샤르무즈 견섬유(광택이 나도록 직조된 견섬유)와 새틴(예를 들어 아세테이트 새틴 및 레이온 새틴)이지만, 폴리에스터 및 스판덱스와 같이 유사한 특성을 가진 다른 소재도 선호된다.

## 작스트랩
작스트랩 페티시즘은 작스트랩을 만지거나, 착용하거나, 다른 사람이 착용하는 것을 보거나, 작스트랩 냄새를 맡는 것에서 성적 흥분을 느끼는 것을 의미한다. 작스트랩 냄새 맡기에 대해 인용하자면, "작스트랩 냄새 맡기는 성적 자극을 목적으로 세탁하지 않은 작스트랩에서 냄새를 맡는 행위를 특별히 지칭한다. 행위자(주로 남성)는 '작스트랩 냄새 맡는 사람'으로 알려져 있으며, 동조자와 그런 의류를 교환하거나 라커룸, 라커 또는 방치된 체육관 가방에서 훔쳐서 세탁하지 않은 작스트랩을 획득한다."

## 같이 보기
- 의류 페티시
- 크로스드레싱
- 업스커트
- 제복 페티시즘

## 참고 문헌
- Kunzle, David (2004). 《Fashion and fetishism》. 서튼. ISBN 0-7509-3808-0.